# محمد الزواری
محمد الزواری (۱۹۶۷ -۱۵ دسامبر ۲۰۱۶ در صفاقس تونس) مخترع تونسی، کارشناس صنایع هواپیمایی و مهندس پهباد بود که توسط موساد در تونس ترور شد. وی هنگام مرگ ۴۹ سال سن داشت.
زواری از خلبانان پیشین خطوط هواپیمایی تونس (تونس‌ایر) بود و ریاست یک سازمان هوانوردی را در جنوب تونس بر عهده داشت.
وی تابعیت بلژیکی و تونسی داشت. پس از ترور وی، دولت تونس طی بیانیه‌ای از احیای سازمان اطلاعات ملی این کشور خبر داد.

## تبعید
الزواری در دوران حکومت سابق تونس به مدت ده سال به سوریه تبعید شد.

## ساخت پهپاد
محمد الزواری در زمینه ساخت پهباد با گردان‌های عزالدین قسام همکاری داشت.
وی از ۱۰ سال قبل به عضویت گردان‌های قسام درآمده بود.

## درگذشت
وی روز پانزدهم دسامبر ۲۰۱۶ در شهر صفاقس توسط موساد ترور شد. الزواری با شلیک شش گلوله – که سه تای آن به سر وی اصابت کرده بود به قتل رسید.
هادی مجدوب وزیر کشور تونس دست داشتن اسرائیل را در این حمله تروریستی تأیید کرد.

## واکنش‌ها
به دنبال این ترور، تجمع‌های اعتراضی در تونس صورت گرفت. در این تجمع‌ها تعدادی از احزاب سیاسی از جمله "جنبش النهضه" "فراکسیون دموکراتیک"، جنبش اراده تونس، جنبش مردمی، ائتلاف دموکراتیک و حزب جمهوری حضور داشتند.
- حسن عزالدین مسئول روابط عربی حزب‌الله با محکوم کردن این ترور، الزواری را شهید مقاومت و امت عربی و اسلامی خواند.[۶]
- مشیر المصری، از اعضای بلندپایهٔ حماس در مصاحبه‌ای رادیویی درگذشت الزواری را تسلیت گفت.[۲]
- به دنبال این ترور، دولت تونس فرماندار صفاقس و دو تن از مسئولان امنیتی عالیرتبه این شهر را برکنار کرد.[۶]